# Кондуктометрија
Кондуктометрија је најстарија електрохемијска метода код које се подаци о анализираној врсти добијају мерењем отпора, односно проводљивости.
Код ових мерења електроде се поларизију нисконапонским и нискофреквентним наизменичним струјама. Примена једносмерне струје за поларизацију електрода може да доведе до електрохемијских промена (електролизе) која мења природу електрода (модификује промену) или доводи до редокс реакција које мењају састав и концентрацију електролита. Због тога се отпор електролита, односно специфична проводљивост, мењају одмах по укључивању кола једносмерне струје. Ове промене су веће и брже уколико су напон и јачина једносмерне струје већи, а време мерења дуже. Поред тога, при мерењу проводљивости наизменичном струјом треба обратити пажњу на загревање електролита уколико се употребе јаче струје.
Према томе, при кондуктометријским мерењима је потребно укључивати слабије струје поларизације, а ћелију укључивати само у току мерења. Код кондуктометријских мерења најједноставније је да се електрични отпор изведе техником балансираних кола.

## Подела кондуктометријских мерења
Постоје две врсте кондуктометријских мерења:
- директна кондуктометријска мерења или директна кондуктометрија
- кондуктометријске титрације
  - кисело-базне
  - таложне
  - комплексирајуће
  - редокс
  - комбинација наведених титрација

Директна кондуктометрија обухвата сва мерења која се користе у сврхе одређивања концентрације неке јонске врсте, степена дисоцијације, константе дисоцијације, производа растворљивости, константе стабилности комплекса помоћу мерења отпора (проводљивости).
Кондуктометријске титрације су мерења код којих на основу промене проводљивости титрованог раствора која је намерно изазвана додатком одговарајућих запремина (аликвота) стандардних раствора, конструише се титрациона крива. На основу ње се одређује завршна тачка титрација. Тиме се отклања низ субјективних грешака које прате класична волуметријска одређивања.